# 1108ПВ1
1108ПВ1 — советская микросхема АЦП, предназначенная для преобразования аналогового сигнала в двоичный параллельный цифровой код.

## Описание
Производилась на Рижском заводе полупроводниковых приборов (сейчас — «Альфа»).
Микросхема эффективно использовалась в устройствах ввода-вывода в микроЭВМ семейства Электроника-60. Характеристики устройства позволяли использовать его для выполнения «задач, связанных с проведением научных исследований и внедрением в производство автоматизированных систем управления технологическими процессами» при условии использования датчиков с погрешностью не более 0,5 % и скоростью обмена информацией не более 1 кГц.
Зарубежный аналог микросхемы — TDC1013J (фирма-производитель TRW).

## Технические параметры
- Разрядность: 10 бит;
- Время преобразования, 1 мкс;
- Напряжение питания: 5/-6 В;
- Ток потребления: 180 мА;
- Опорное напряжение: 0,075/-2 В;
- Тип корпуса 2207.48-1;
- Диапазон рабочих температур: −10…+70 С;